# Келих Наутілус та китайська порцеляна
Келих Наутілус та китайська порцеляна — натюрморт з коштовним посудом, що створив голландський художник Віллем Калф ( 1619-1693 ).

## Дещо про художника Калфа
Майбутній художник народився в місті Роттердам в заможній родині торгівця сукном та міського посадовця Ради Роттердама. Він був шостою дитиною в родині. Батько помер, коли Віллему виповнилося щість років. Родина не знала злидів, хоча по смерті батька справи йшли не дуже добре.
Відомостей про художнє навчання юнака не збережено. Ймовірно, удова віддала сина в майстерню художника Хендріка Пота, що був родичем. Молодий Віллем Калф перебрався в королівське місто Гаага, а згодом - у 1640 році в Париж. В початковий період творчості Віллем робив побутові сценки зі служницями та селянками на подвір'ї. Поряд часто подавав колодязь, діжу, посуд, овочі. Картини  Калфа цього періоду - демократичні за сюжетами і персонажами( «Дворик селянської хатки », Ермітаж, Санкт-Петербург, «Жінка біля колодязя», бл. 1643 р., Сент Луїс, Міссурі, США ). Подібні композиції відомі з творів Фламандських художників на кшталт Давида Тенірса молодшого чи голландця Пітера ван дер Боса. Але твори ван дер Боса прості, майже нудні, тоді як картини Віллема Калфа виконані з більшою мистецькою свободою. Не дивно, що вони користувались попитом і до майстра прийшла перша популярність в Парижі. Вже у паризький період художник почав орієнтуватись на смаки забезпечених верств населення. Він спеціалізувався на створенні натюрмортів, але не з квітами, а з коштовним посудом і рідкісними, екзотичними фруктами. В його картини прийшли коштовні арабські килими, парадний срібний посуд, парадні скляні келихи. Мистецтво художника помітно втрачало демократичне спрямування і набувало рис аристократизму. До цього періоду належить і натюрморт « Келих Наутілус та китайська порцеляна », що зберігає Музей Тиссена-Борнемісса.

## Опис твору

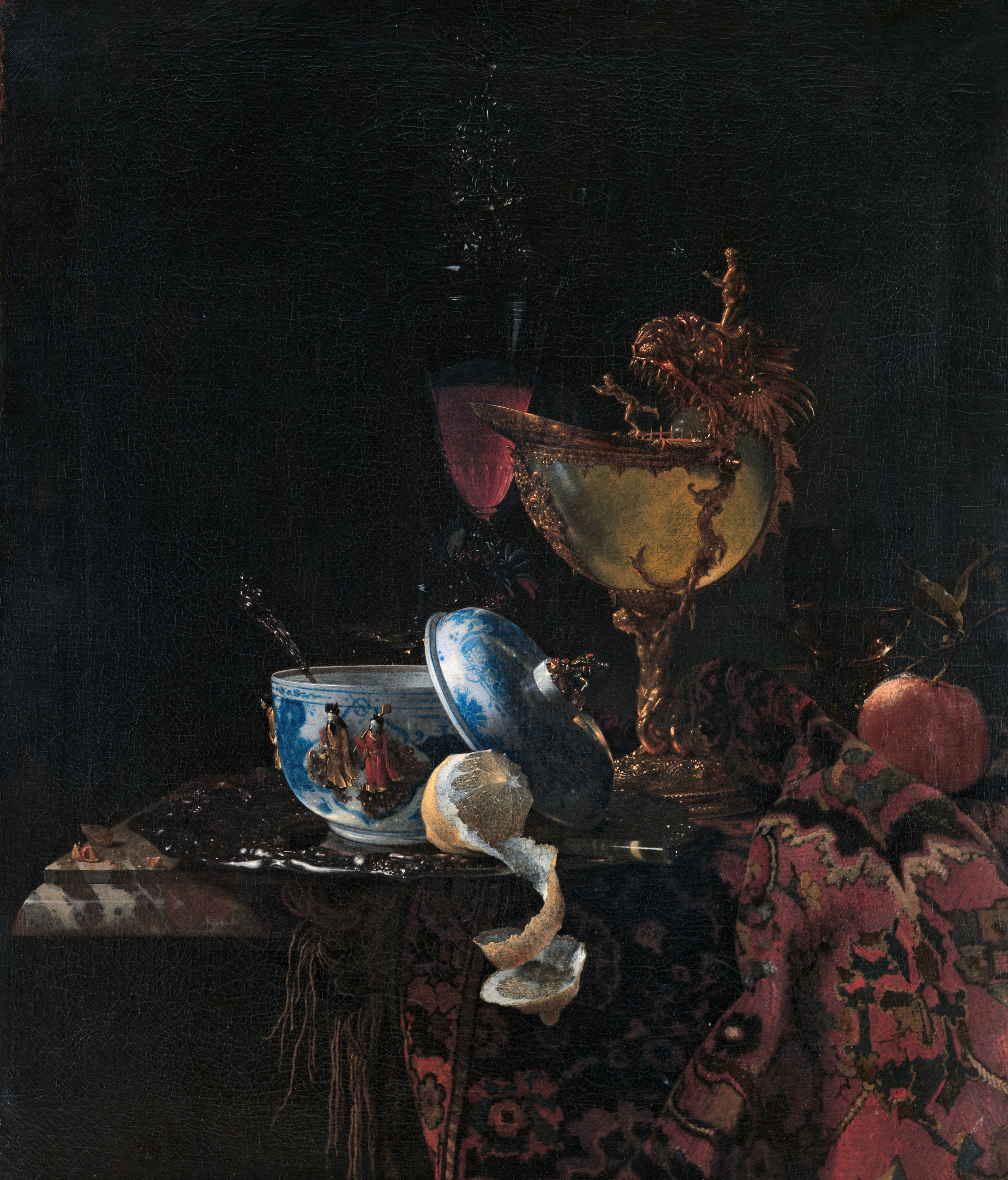
Натюрморт в повний розмір 79 на 67 см.

На прямокутному, трохи витягнутому вгору полотні художник подав мармуровий стіл, вкритий арабським килимом, на якому розміщено коштовний, парадний посуд. Кидається у вічі екзотична китайська порцеляна, яку можна було побачити тільки в заможних оселях. Ця річ використоіувалась як супниця. Вона так подобалась самому художнику, що він малював її неодноразово, подавши її в тому ж вигляді ще на одному зі своїх натюрмортів, що зберігає музей в Берліні. Берлінський натюрморт менш парадний через використання скляних келихів, один з яких - модний рьомер. Рьомер - тобто «римський» - мав товсту скляну шерехату ніжку. Бо під час їжі жирні руки не встигали витирати, а шерехатість надавала можливість міцно утримувати келих з вином. В картині з музею Тиссена-Борнемісса скляний рьомер замінено на коштовний келих з мушлею наутілус, що при яскавому освітленні надав всій картині урочистого, святкового настрою.

## Келихи з наутілусом і не тільки

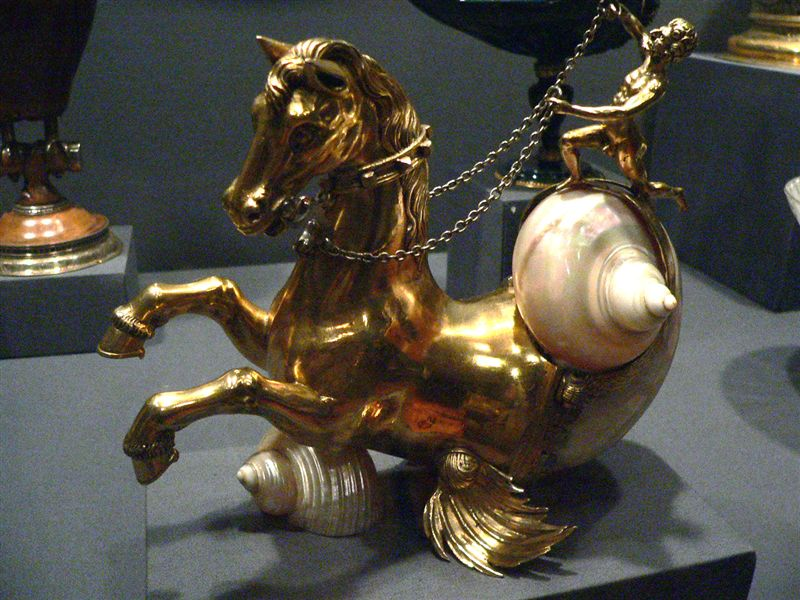
Келих з морським конем, майстерні Німеччини. Державний музей мистецтв Лос-Анжелеса, Каліфорнія

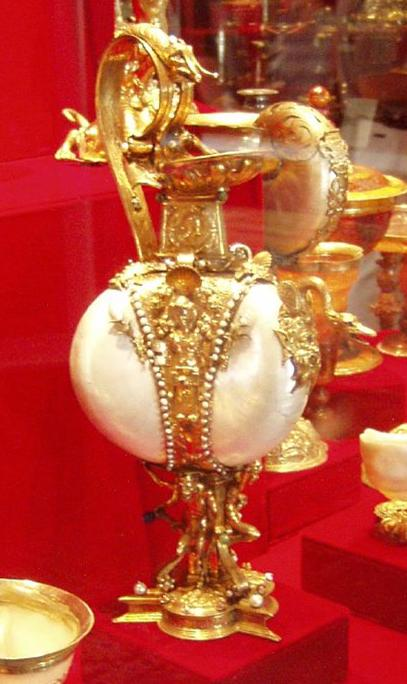
Глек, золото і дві мушлі наутілуса, майстерні Амстердама. Флоренція, Музей срібла.

Вельможі-голландці, датчани, шведи, французи і італійці - шаленіли від краси цих келихів. Створення подібних келихів відомо з доби середньовіччя. Попри золота, якого не було багато, швидко почали використовувати срібло чи коштовні камні, мінерали і екзотичні речі, перш за все коралі. Згодом додалися кокосові горіхи і яйця страусів - і через їх незвичність для європейців, і через магічні властивості, якими їх тоді наділяли. В добу Великих географічних відкриттів до екзотичних речей, що завозили в Західну Європу, додалися великі за розмірами мушлі з тропічних морів. Особливо виділялися ювелірні майстерні 17 століття міст Німеччини - Гамбург, Нюрнберг, Аугсбург. Майстерні європейські ювеліри, що вже мали значний досвід в обробці деревини, рогів, слонової кістки, узялися обробляти і мушлі тропічних морів. Брудні і потьмянілі, мушлі набували нетутешньої краси в яскравому освітленні після технологічної обробки. Їх мили від бруду, декілька днів обробляли слабкими розчинами кислоти, а потім лужними розчинами для нейтралізації кислот, знімали верхній шар. Боки очищеної мушлі, що грала перламутром або залишали недоторканими, або додатково обробляли різьбленням чи гравіюванням. Іноді робили дрібні кльопки, що утримували маленькі коштовні камінці. Мушлю кріпили на ніжку, зазвичай скульптурну. Сюжетна скульптура могла бути і на верхівці келиха, перетворюючи келих у справжній шедевр ювелірства. Келих на картині Калфа прикрашають фігурка бога морів Нептуна та кит, що поглинає Іону.
Подібним келихом вже переставали користуватись і він переходив у статус унікуму, парадного посуду, окраси пишного бенкету, часто був дипломатичним подарунком особі-володарю іншої держави. В 20 столітті - келихи стануть надбанням державних скарбниць і великих музеїв в містах Флоренція ( Музей срібла ), Нью-Йорк ( Музей мистецтва Метрополітен), Санкт-Петербург, Париж, Амстердам, Лос-Анжелес,  Москва, Делфт, Гамбург, Аугсбург, Нюрнберг тощо.

## Галерея

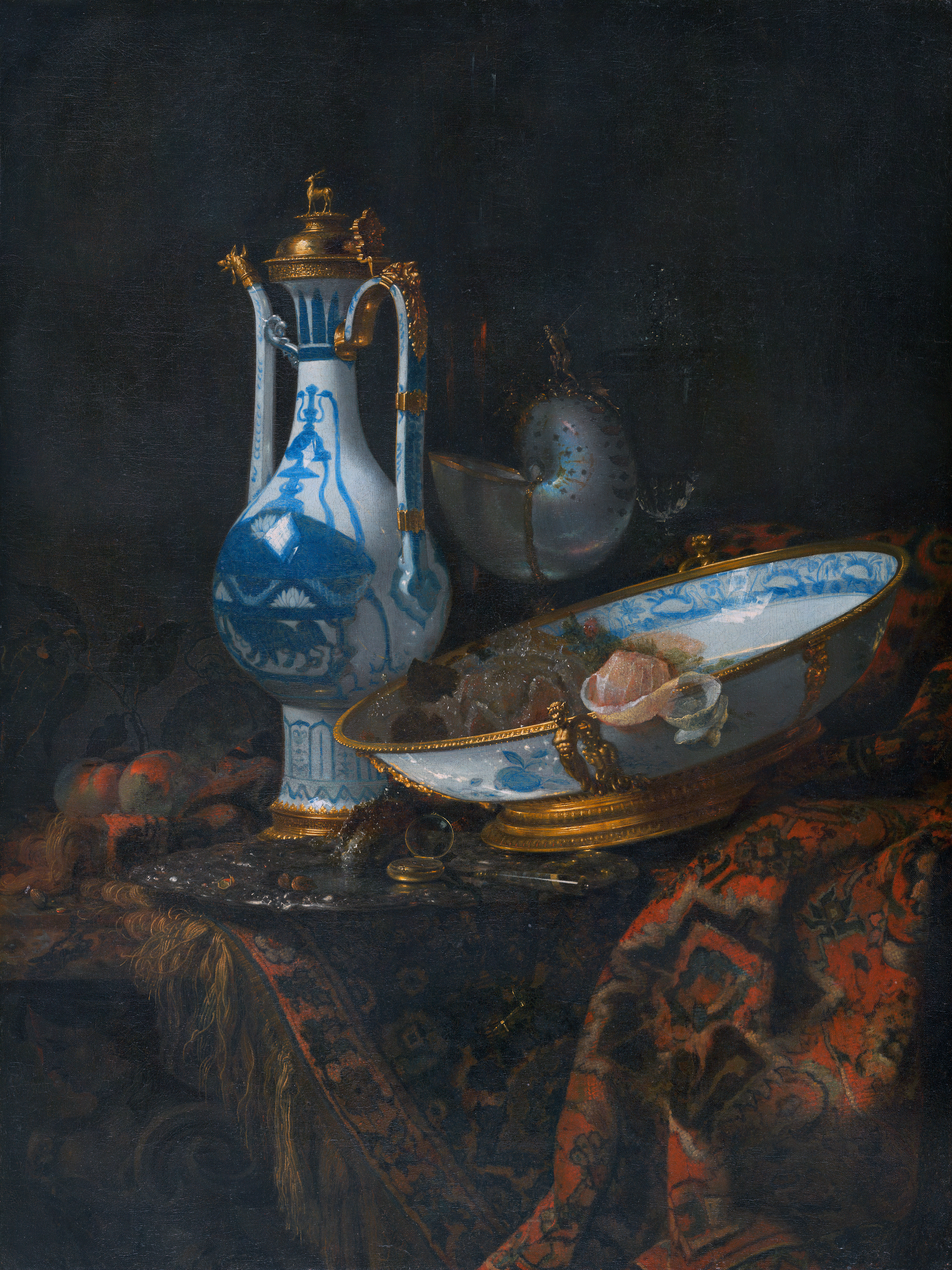
Худ. Віллем Калф. «Глек-рукомой, келих наутілус і солодощі»
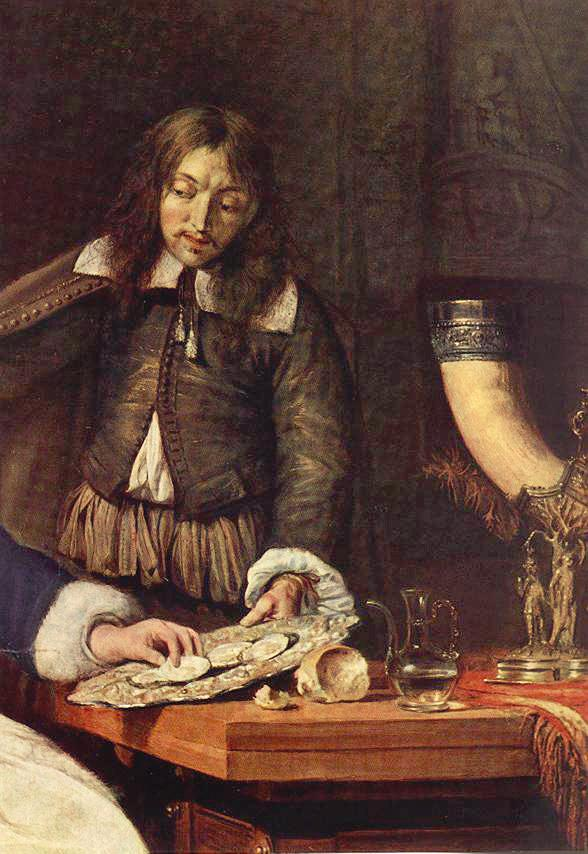
Худ. Габріель Метсю. Коштовний ріг в картині «Сніданок»